# Marie Zettler
Marie Zettler (* 13. November 1885 in Mering bei Augsburg; † 5. Februar 1950 ebenda) war eine deutsche Politikerin, Publizistin und Mitglied der Weimarer Nationalversammlung für die Bayerische Volkspartei. Zudem war sie Landessekretärin des Bayerischen Landesverbandes des Katholischen Deutschen Frauenbundes.

## Jugend und Ausbildung
Marie war das siebte von zehn Kindern von Ludwig und Josefine Zettler, geb. Niedermaier. Ihre Eltern waren bewusst katholischen Glaubens und erzogen ihre Tochter auch nach den religiösen Grundsätzen. Sie begeisterte sich in ihrer Jugend für Musik sowie mit Fragen der Naturwissenschaften, der Literatur, der Kunst und natürlich der Theologie sowie Philosophie. 1898 wurde sie in ein von den Englischen Fräulein geleitetes Erziehungsinstitut in Pasing gegeben; nach drei Jahren kehrte sie zu ihren Eltern zurück. Zuerst half sie im Haushalt und bei der Erziehung der jüngeren Geschwister sowie im Büro des Familienbetriebs. Typisch für die Frauenrechtlerinnen ihrer Zeit war ihr Bildungshunger: Ab 1911 besuchte sie zusammen mit Marie Buczkowska, ihrer langjährigen Lebenspartnerin, einen zweimonatigen volkswirtschaftlichen Weiterbildungslehrgang der vom Volksverein für das katholische Deutschland in Mönchen-Gladbach angeboten wurde. Anschließend machte sie eine Ausbildung zur Sozialbeamtin an der von Ellen Ammann ins Leben gerufenen Sozial-Caritativen Frauenschule in München. 
Marie Zettler wurde am 1. Januar 1912 als Landessekretärin des Bayerischen Landesverbandes des Katholischen Deutschen Frauenbundes eingestellt und übte diese Position über 40 Jahre aus. Sie unterstützte zusammen mit vielen anderen Michael von Faulhaber Idee von einer Vereinigung von Mitgliedern im Ordensgeist, aber ohne Ordenskleid vor. Seine Hauptidee war die Ordensideale mit dem weltlichen Leben zu verbinden. Marie Zettler betätigte sich innerhalb dieser Societas Religiosa als Schulungsleiterin. Neben der Aufgabe beim Orden und dem Frauenbund war sie im Vorstand des Verein katholischer deutscher Sozialbeamtinnen e.V.

## Weimarer Republik

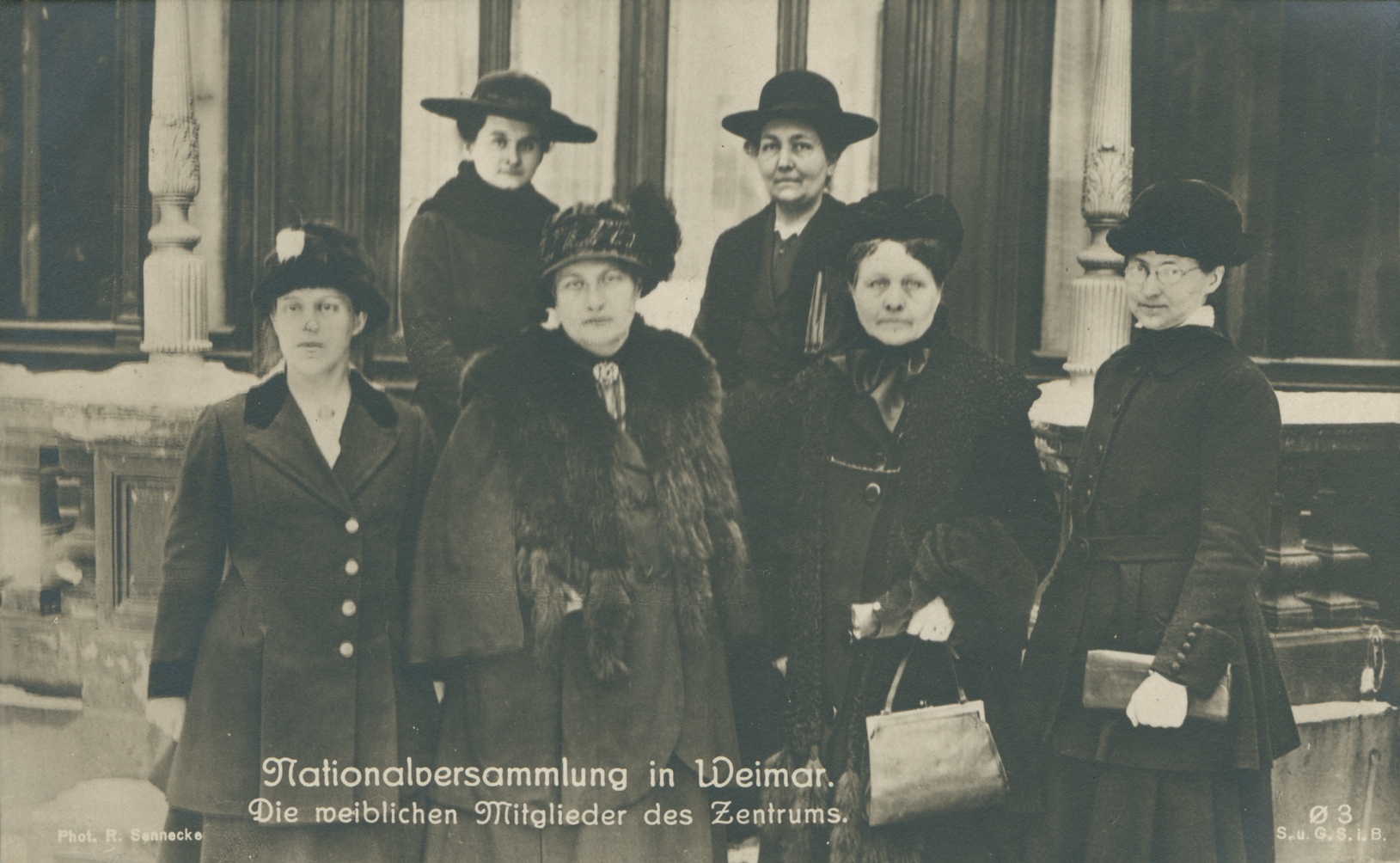
Weibliche Abgeordnete der Zentrumspartei in der Weimarer Nationalversammlung, 1919/20, Marie Zettler vorne rechts

Ab Februar 1919 gehörte Zettler, neben Hedwig Dransfeld, Agnes Neuhaus, Maria Schmitz, Christine Teusch und Helene Weber, zu den sechs weiblichen Abgeordneten der Deutschen Zentrumspartei (sowie der Bayerischen Volkspartei (BVP) für den Bezirk Oberbayern und Schwaben) der Weimarer Nationalversammlung an. Eines ihrer Hauptgebiete als Abgeordnete war die Jugendpflege. Sie forderte die Stärkung der Familie, weil ein gesundes und glückliches Familienleben der Schlüssel zu einer guten Jugendpflege sei. 
Neben ihrer politischen Arbeit redigierte sie von 1919 bis 1941 die neu gegründete Zeitschrift des Katholischen Frauenbundes Bayerisches Frauenland. Sie schrieb aber auch selber in der Zeitschrift über ihre Arbeit im Parlament und in der Weimarer Koalition. Ab 1924 zeichnete sie noch für den vom Katholischen Frauenbund herausgegebenen Frauenbund-Kalender verantwortlich:
Im Dezember 1928 traf ein Schreiben aus dem Vatikan an die Schriftleiterin ein, worin sich Kardinal Dr. Gasparri über den von Maria Buczkowska dem Heiligen Vater überreichten Frauenbundskalenders bedankt und seine Anerkennung ausspricht.
Nach der Reichstagswahlen am 6. Juni 1920 verlor Marie Zettler ihr Mandat im Parlament. Nach ihrem Ausscheiden widmete sie sich ihrer Aufgaben in der Redaktion und den katholischen Organisationen.

## NS-Regime
In der Zeit der Nazi-Diktatur war Marie Zettler „äußerst zurückhaltend“, wenngleich sie von den Frauen zu Beginn des Zweiten Weltkrieges den Einsatz ihrer typischen Waffen forderte:
Waffen des Geistes, der Seele, des Herzens sind Frauenwaffen. Sie sind unbesiegbar! Nach ihnen muß die Frau in der heutigen Kriegszeit greifen. Da wird ihr Ruhm, wie in alter Zeit, auch heute erblühen. Pflichttreue ist die erste Waffe. Kriegspflichten sind Ehrenpflichten für den Mann, nicht minder für die Frau, daß sie opferbereit Mann und Sohn ins Feld zeihen sieht, ist harte Pflicht, die sie mutigen Herzens nur tragen kann, wenn sie aufblickt zu Gott, ohne dessen Willen nichts geschieht. Der geheimnisvoll jedem den Weg zu sich bereitet, ob in Krieg oder Frieden.

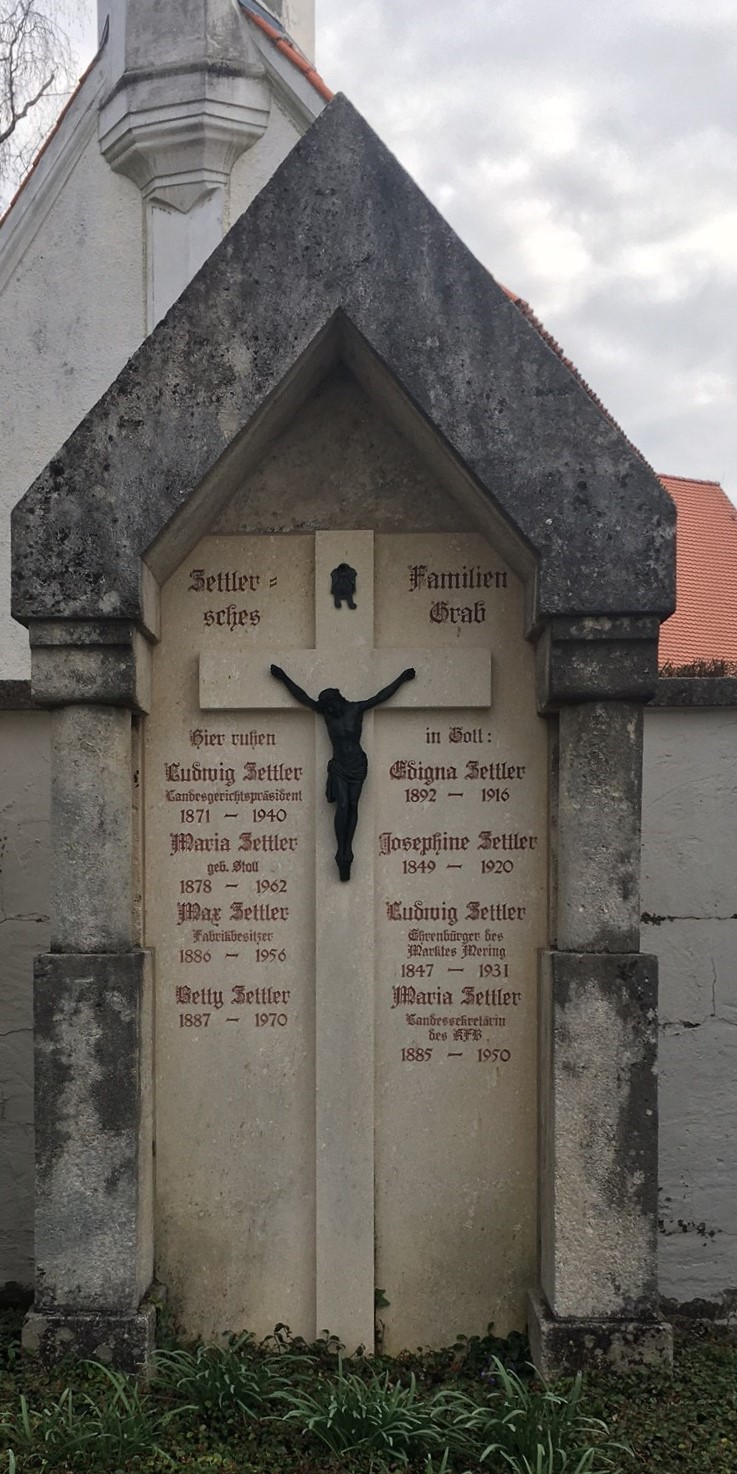
Grab von Marie Zettler

Durch ihre politische Arbeit in der Weimarer Nationalversammlung und als bekennende katholische Christin war sie trotzdem unter Aufsicht der Nazis. Wie Marie Buczkowska in ihrer Biografie über ihre Lebenspartnerin schrieb, wurde deren Post überwacht, musste sie Hausdurchsuchungen über sich ergehen lassen und wurde des Öfteren wegen Artikeln im Bayerisches Frauenland in die Münchner Gestapo-Zentrale einberufen. Demgegenüber schreibt Johann Weber:
Man konnte also suchen wie man wollte, die Nationalsozialisten hatten nicht viel gegen sie in der Hand. Es gibt deshalb keinen einzigen beweiskräftigen Anhaltspunkt für Repressalien, wie Wohnungsdurchsuchung oder Postüberwachung. Ein Verhör in der Gestapo-Zentrale im Wittelsbacher Palais erscheint jedoch als wahrscheinlich.
Im Juni 1941 wird die Zeitschrift Bayerisches Frauenland aus dem fadenscheinigen Grund, dass „Menschen und Material für kriegswichtige Zwecke frei zu machen“ sei, eingestellt. Marie Zettler verabschiedete sich von den Leserinnen mit folgenden Worten:
Mit dieser Nummer des 'Bayer. Frauenlandes' geht ein vorläufiger herzlicher Abschiedsgruß an alle lieben Leserinnen. Die Papierwirtschaftsstelle der Reichspressekammer teilte uns mit, daß die Kriegswirtschaft stärkste Konzentration aller Kräfte erfordere. Diese Zusammenfassung macht es notwendig, daß unsere Zeitschrift mit dem heutigen Tag   b i s   a u f   w e i t e r e s   ihr Erscheinen einstellt, um Menschen und Material für kriegswichtige Zwecke frei zu machen.
Dezember 1944 übersiedelte sie zusammen mit Marie Buczkowska und deren Schwester Valentine nach Mering, da ihre Wohnung in München ausgebombt war.

## Nachkriegszeit
Marie Zettler begann nach dem Ende des NS-Regimes mit dem Wiederaufbau des Katholischen Frauenbundes in Bayern. Im Januar 1949 wurde eine Verbandszeitschrift als Beilage zur Katholischen Frau herausgegeben und sie übernahm wieder die Schriftleitung. Sie konnte aufgrund einer schweren Erkrankung (Gelenkrheumatismus) ihre Arbeit aber nicht lange fortsetzen. Sie starb kurze Zeit später und wurde in Mering beigesetzt. An der Beerdigung nahmen viele Mitglieder und Persönlichkeiten des Frauenbunds teil.

## Schriften
- Ein geistiger Pflegeberuf. In: Mitteilungen des Vereins katholischer Sozialbeamtinnen Deutschlands. Nr. 7–8, 1919.
- Frauenfriedenskirche. In: Mitteilungen des Vereins katholischer Sozialbeamtinnen Deutschlands. Nr. 5–8, 1929.
- Ein Haus voll Glorie schautet. In: Bayerisches Frauenland. Nr. 6, 1929.
- Von der ersten Schulung im Parlament. In: Die Christliche Frau. H. 3, 1929.
- Waffen des Starkmutes. In: Bayerisches Frauenland. Nr. 5, 1940.